# Nadale Buntin
Nadale Buntin (* 3. April 2000 in Edison, New Jersey) ist ein US-amerikanischer Leichtathlet, der sich auf den Sprint spezialisiert hat und seit August 2022 für St. Kitts und Nevis startberechtigt ist.

## Sportliche Laufbahn
Erste Erfahrungen bei internationalen Meisterschaften sammelte Nadale Buntin, der seit 2021 an der Rutgers University in den Vereinigten Staaten studiert, im Jahr 2022, als er bei den Commonwealth Games in Birmingham mit 10,51 s im Halbfinale im 100-Meter-Lauf ausschied und auch über 200 Meter mit 21,42 s im Vorlauf ausschied. Anschließend kam er bei den NACAC-Meisterschaften in Freeport mit 10,72 s nicht über den Vorlauf über 100 Meter hinaus. Im Jahr darauf belegte er bei den Zentralamerika- und Karibikspielen in San Salvador in 10,54 s den siebten Platz über 100 Meter und gelangte mit 20,66 s auf Rang sechs im 200-Meter-Lauf. Anschließend schied er bei den Weltmeisterschaften in Budapest mit 20,90 s in der ersten Runde über 200 Meter aus. Anfang November gewann er bei den Panamerikanischen Spielen in Santiago de Chile in 20,79 s die Bronzemedaille hinter dem Brasilianer Renan Gallina und José González aus der Dominikanischen Republik und schied mit der 4-mal-100-Meter-Staffel mit 39,93 s im Vorlauf aus.
2023 wurde Buntis nationaler Meister im 200-Meter-Lauf.

## Persönliche Bestleistungen
- 100 Meter: 10,21 s (+1,0 m/s), 13. Mai 2023 in Bloomington
  - 60 Meter (Halle): 6,72 s, 25. Februar 2023 in Geneva
- 200 Meter: 20,49 s (+0,3 m/s), 14. Mai 2023 in Bloomington